# شاهدانه

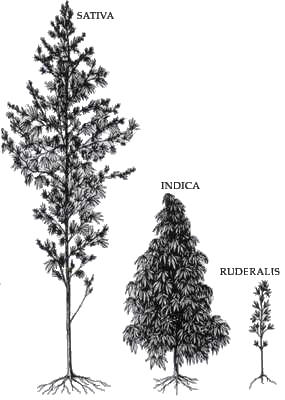
تنوع ظاهری برای شاهدانه. تنها C. sativa (سمت چپ) برای کنف صنعتی مناسب است، اما دارای انواع دارویی نیز می‌باشد.

شاهدانه یا کنف (به انگلیسی: Hemp)، یک رده گیاه‌شناسی از ارقام شاهدانه خوراکی است که به‌طور خاص برای مصارف صنعتی یا دارویی رشد می‌کند. می‌توان از آن برای تولید طیف گسترده‌ای از محصولات استفاده کرد. شاهدانه، همراه با بامبو، یکی از سریع‌ترین گیاهان در حال رشد روی زمین است. همچنین یکی از نخستین گیاهانی بود که ۵٠،٠٠٠ سال پیش به الیاف قابل استفاده تبدیل شد. می‌توان آن را به انواع اقلام تجاری، از جمله کاغذ، طناب، منسوجات، پوشاک، پلاستیک‌های زیست‌تخریب‌پذیر، رنگ، عایق، سوخت زیستی، غذا و خوراک جانوران و شیلنگ یکبار مصرف تصفیه کرد.

### غذا
دانه‌های شاهدانه را می‌توان به‌صورت خام، آسیاب‌شده در کنجاله شاهدانه، جوانه‌زده یا پودر جوانه خشک‌شده مصرف کرد. دانه‌های کنف را می‌توان به صورت دوغابی درآورد که برای پخت یا نوشیدنی‌هایی مانند شیر شاهدانه و تیسان استفاده می‌شود. روغن شاهدانه از دانه‌ها به صورت سرد فشرده می‌شود و سرشار از اسیدهای چرب غیراشباع است.
یک واحد از آ۱۰۰-گرم (۳ ۱⁄۲-اونس) دانه شاهدانه ۲٬۴۵۱ کیلوژول (۵۸۶ کیلوکالری) انرژی غذایی را تأمین می‌کند. آنها دارای ۵٪ آب، ۵٪ کربوهیدرات، ۴۹٪ چربی کل و ۳۱٪ پروتئین هستند. دانه‌های شاهدانه در تأمین ۶۴ درصد از ارزش روزانه (DV) پروتئین در هر وعده ۱۰۰ گرمی قابل توجه هستند. دانه‌های شاهدانه منبعی غنی از فیبر غذایی (20% DV)، ویتامین‌های B، و مواد معدنی غذایی منگنز (362% DV)، فسفر (236% DV)، منیزیم (197% DV)، روی (104% DV)، و آهن (61% DV) هستند. حدود ۷۳ درصد از انرژی موجود در دانه شاهدانه به شکل چربی‌ها و اسیدهای چرب ضروری، عمدتاً اسیدهای چرب غیراشباع چندگانه، اسیدهای لینولئیک، اولئیک و آلفا لینولنیک است. نسبت ۳۸٫۱۰۰ گرم چربی‌های چندغیراشباع در هر ۱۰۰ گرم ۹٫۳۰۱ گرم امگا-۳ به ۲۸٫۶۹۸ گرم امگا-۶ است. به‌طور معمول، مقدار پیشنهادی در بسته‌بندی برای بزرگسالان ۳۰ گرم، تقریباً سه قاشق غذاخوری است.
ویژگی‌های آمینو اسید دانه‌های شاهدانه با پروفایل دیگر غذاهای غنی از پروتئین مانند گوشت، شیر، تخم مرغ و سویا قابل مقایسه است. نمره اسید آمینه اصلاح‌شده با قابلیت هضم پروتئین برای دانه کامل شاهدانه ۰٫۴۹–۰٫۵۳، ۰٫۴۶–۰٫۵۱ برای کنجاله دانه شاهدانه و ۰٫۶۳–۰٫۶۶ برای دانه شاهدانه پوست‌کنده بود.

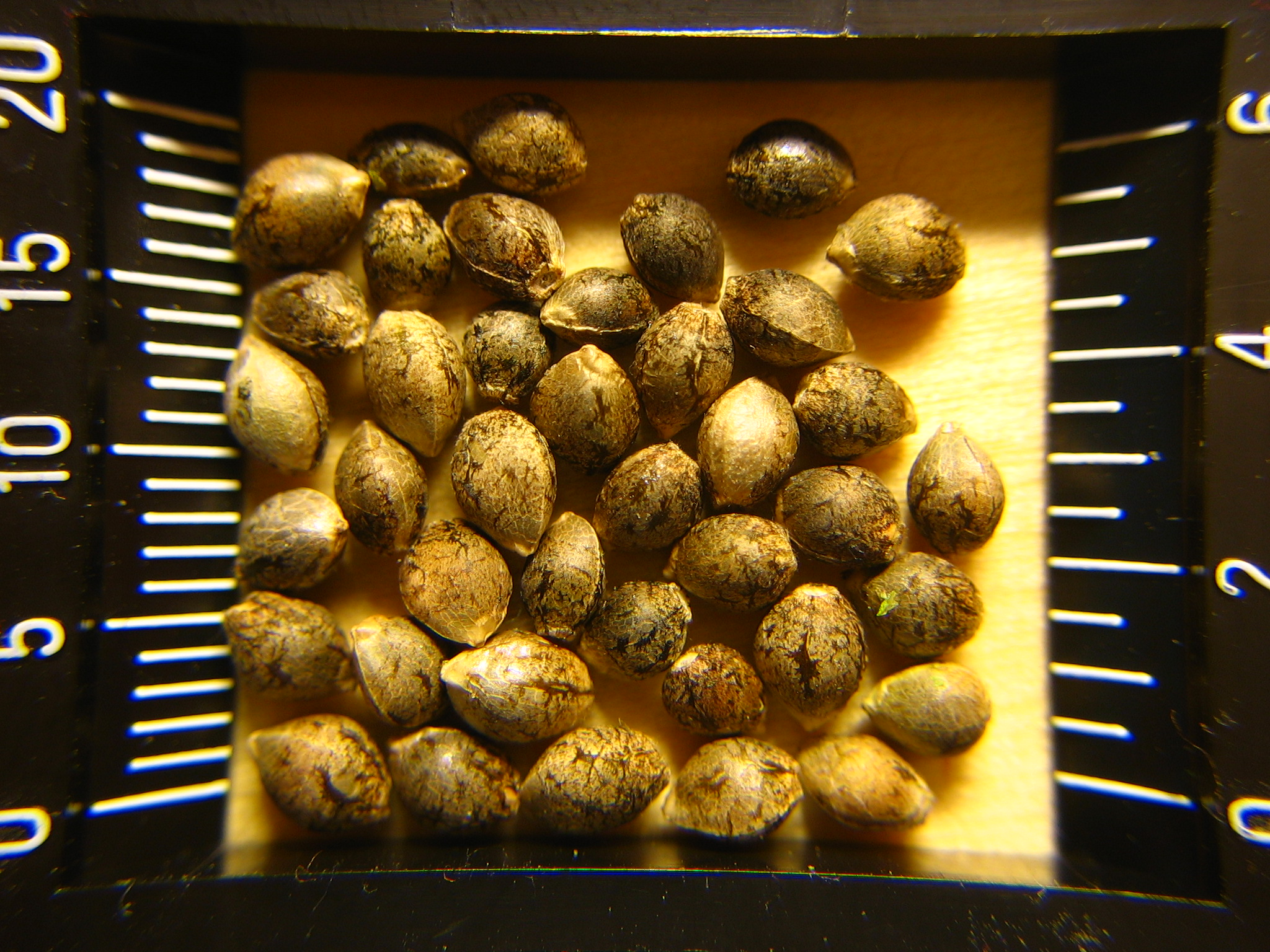
تصویر درشت از دانه‌های شاهدانه

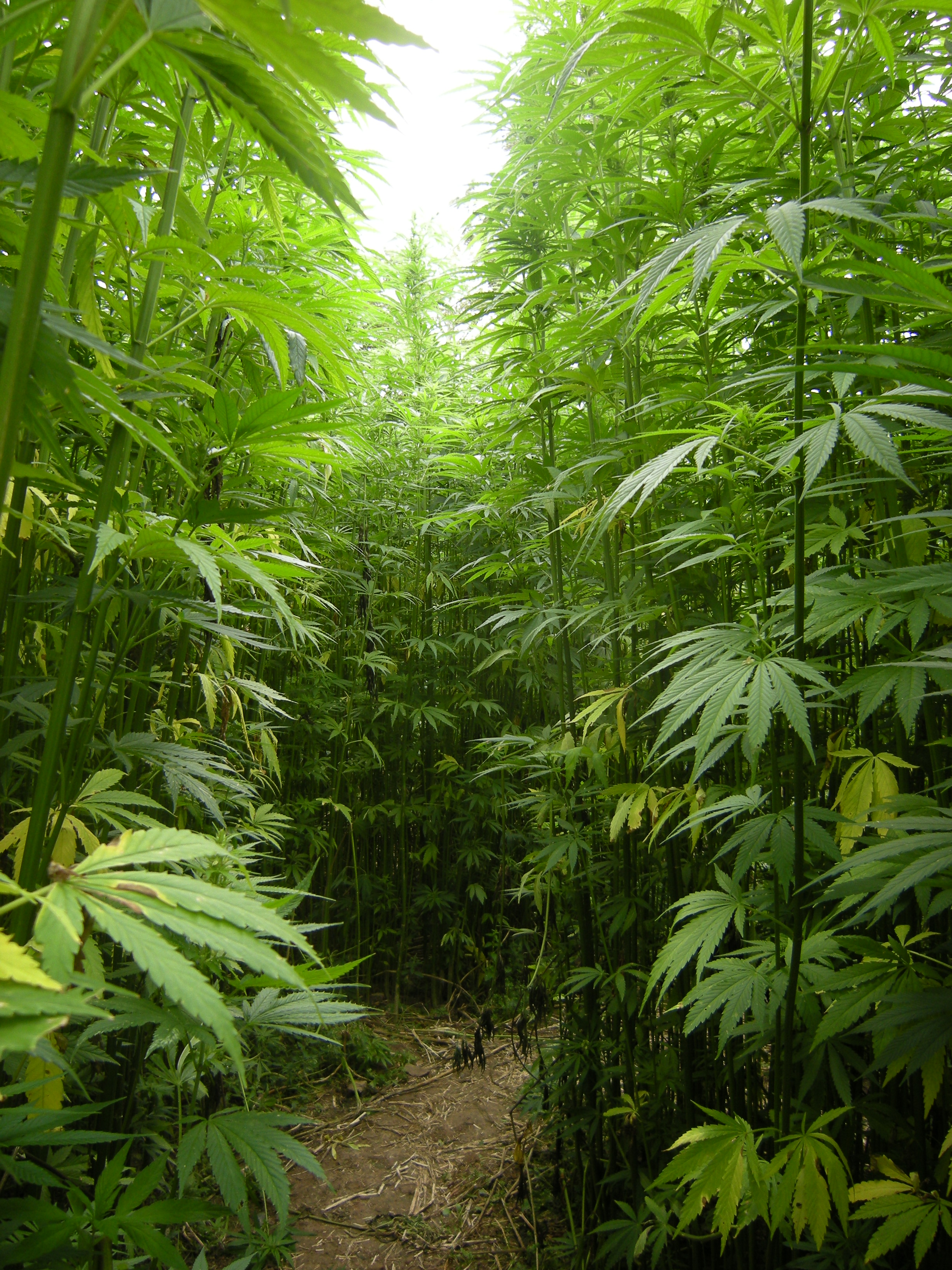
مزرعه شاهدانه در کوتس د آرمور، بریتانی، شمالغرب فرانسه (بزرگ‌ترین تولیدکننده شاهدانه در اروپا از سال ۲۰۲۲)

## نگارخانه

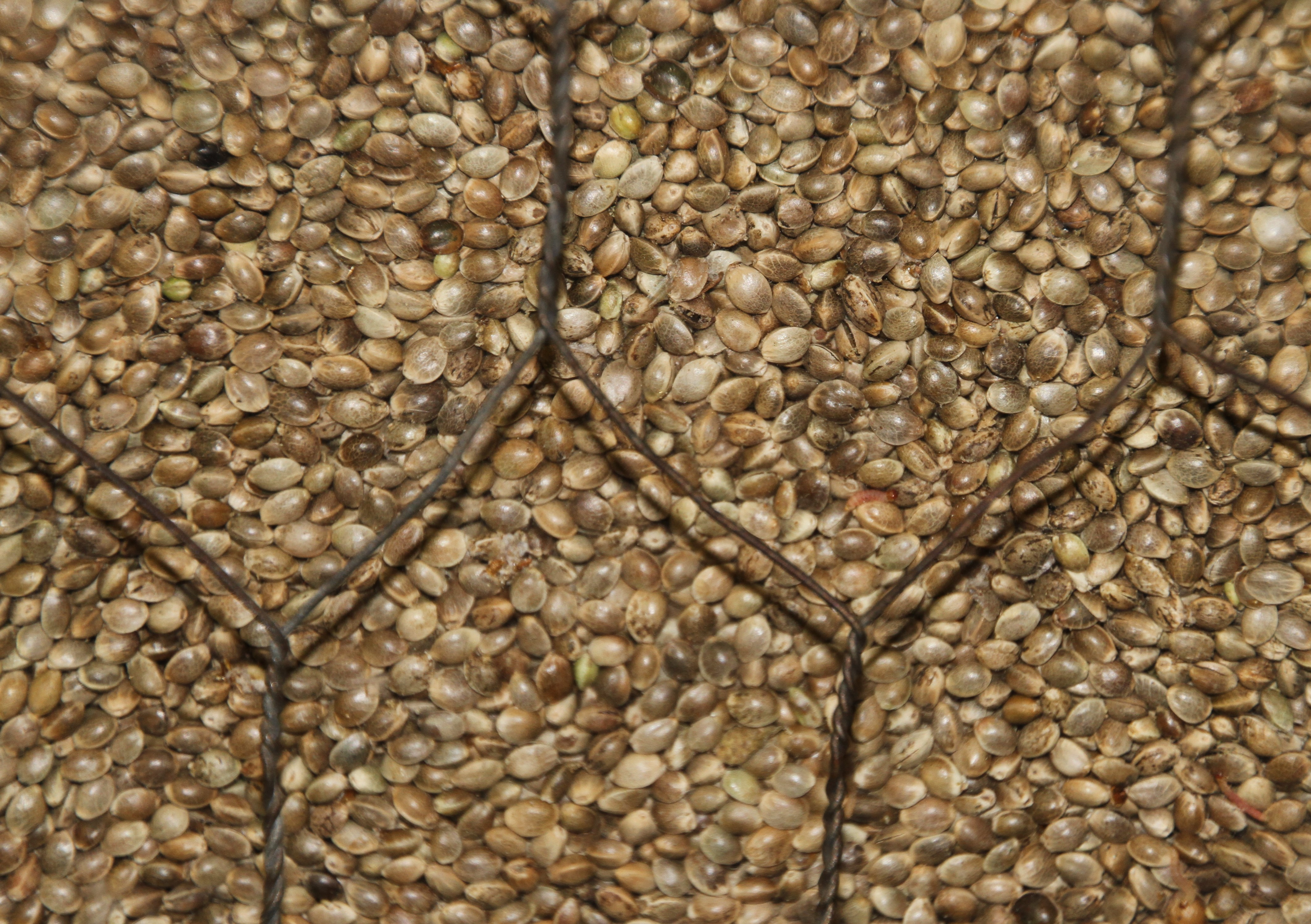
دانه کنف کامل
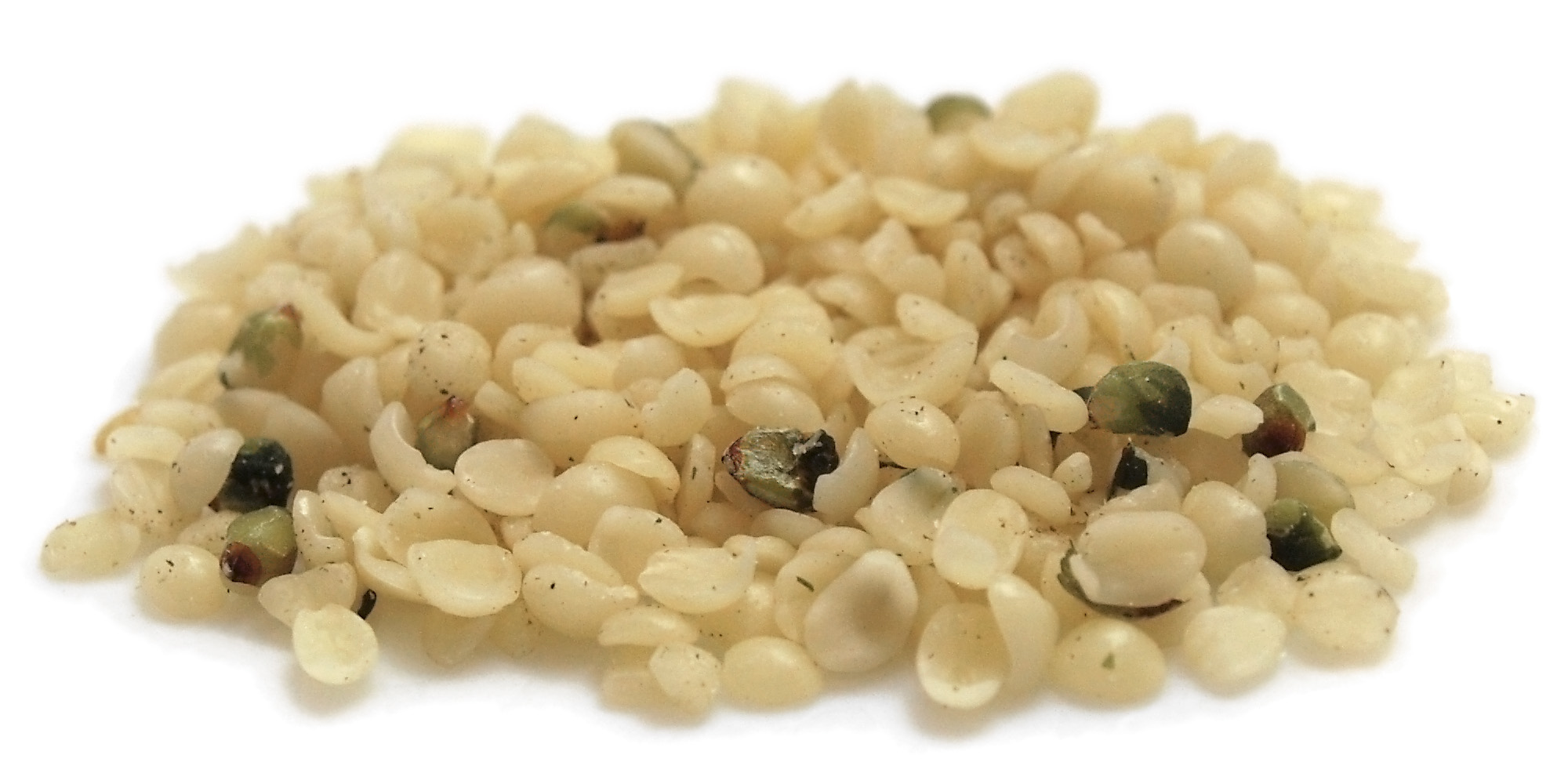
پوست کنده دانه کنف
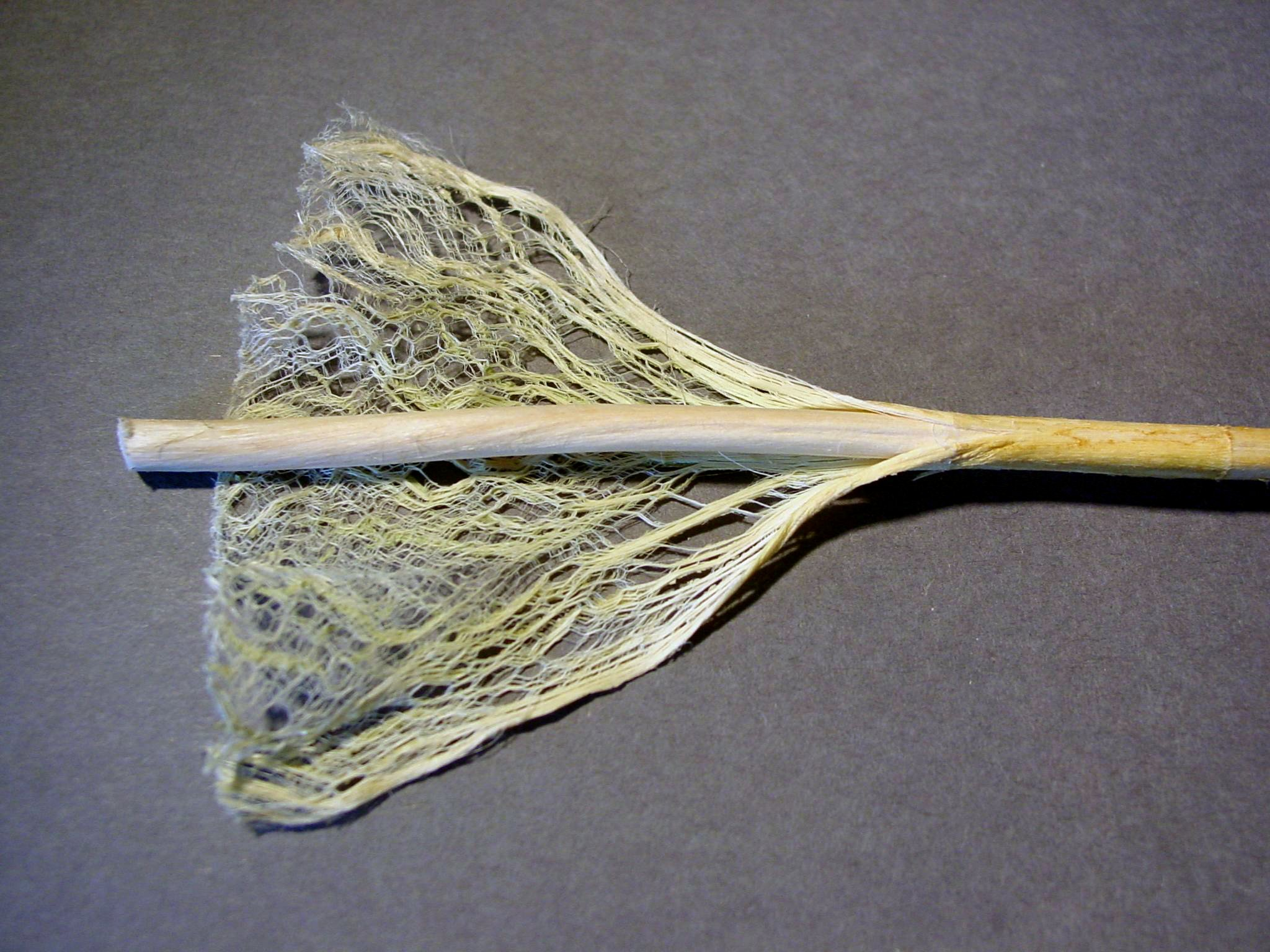
ساقه کنف نشان دهنده الیاف
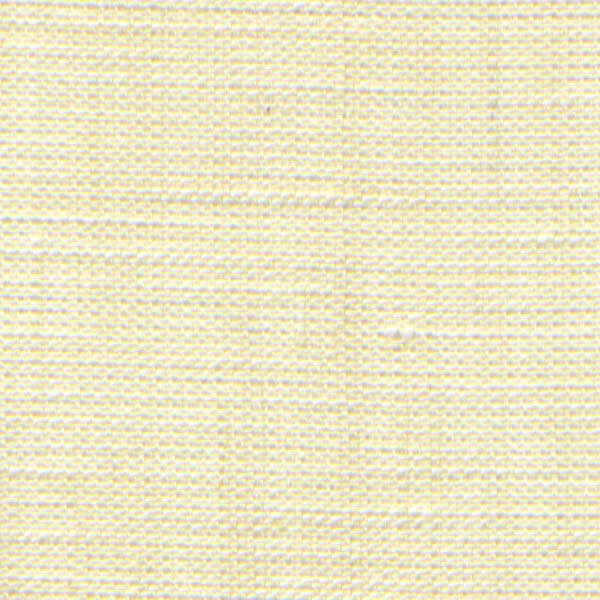
پارچه ۱۰۰٪ کنفی
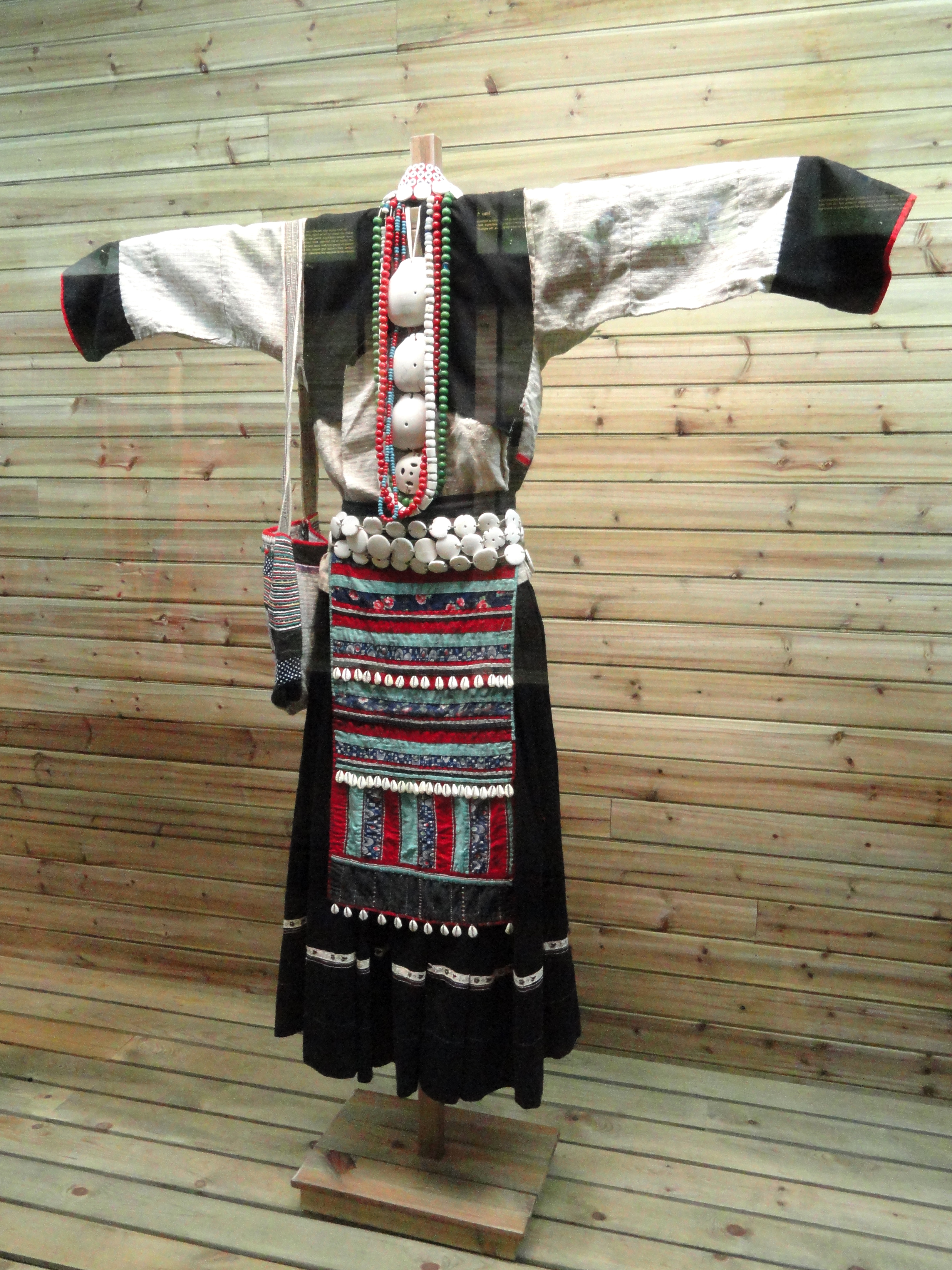
لباس کنفی
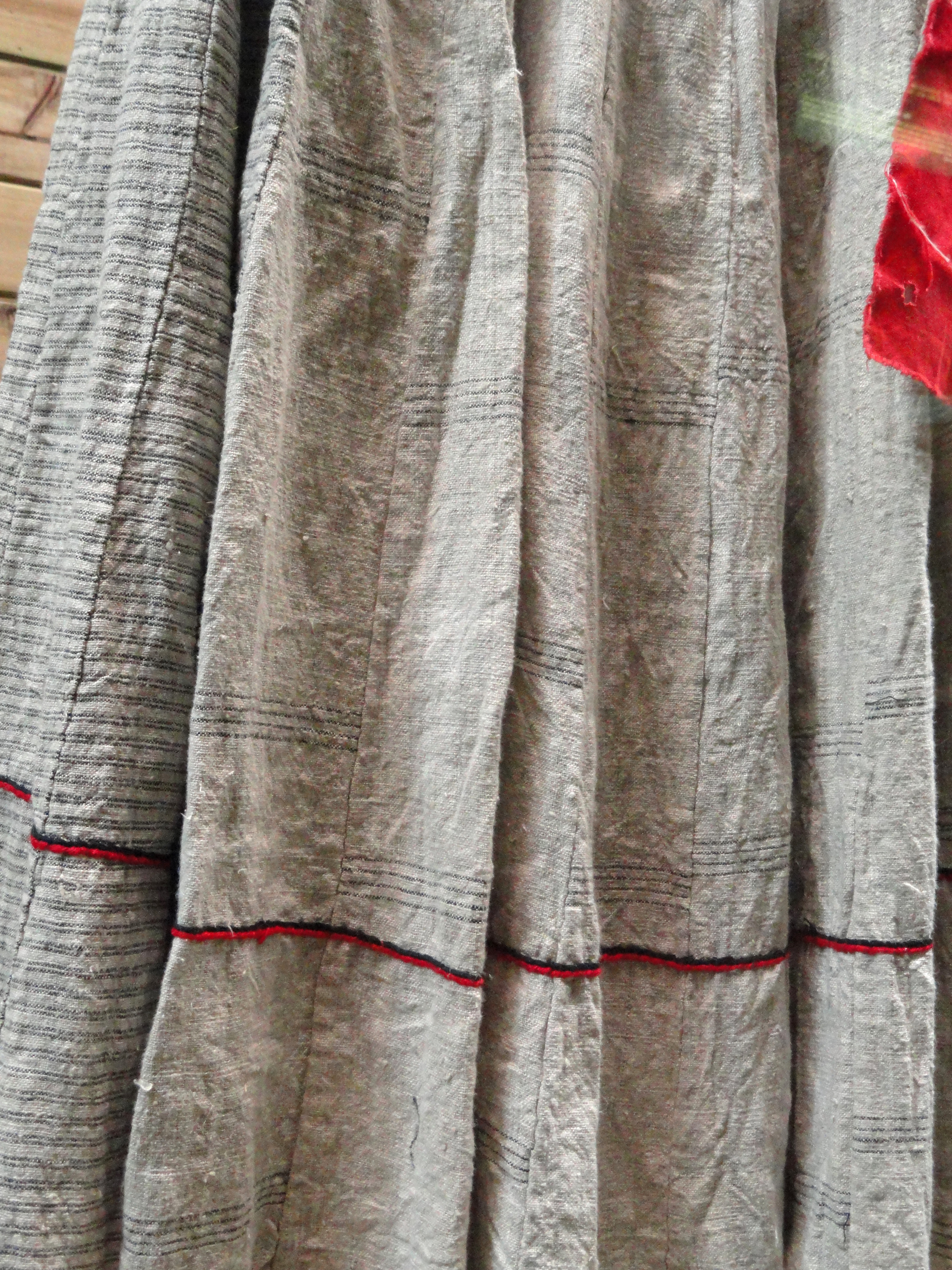
لباس کنفی
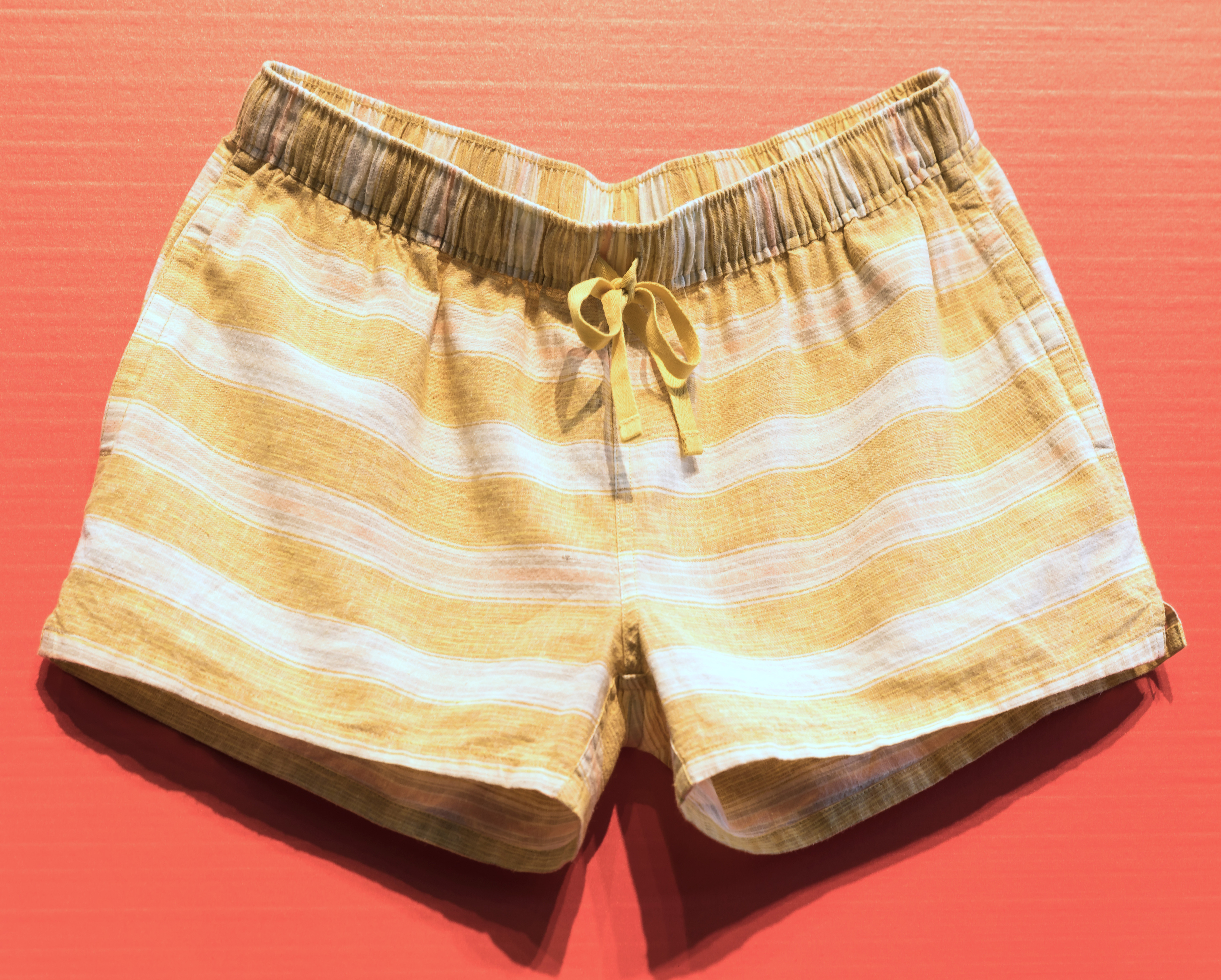
شورت کنفی
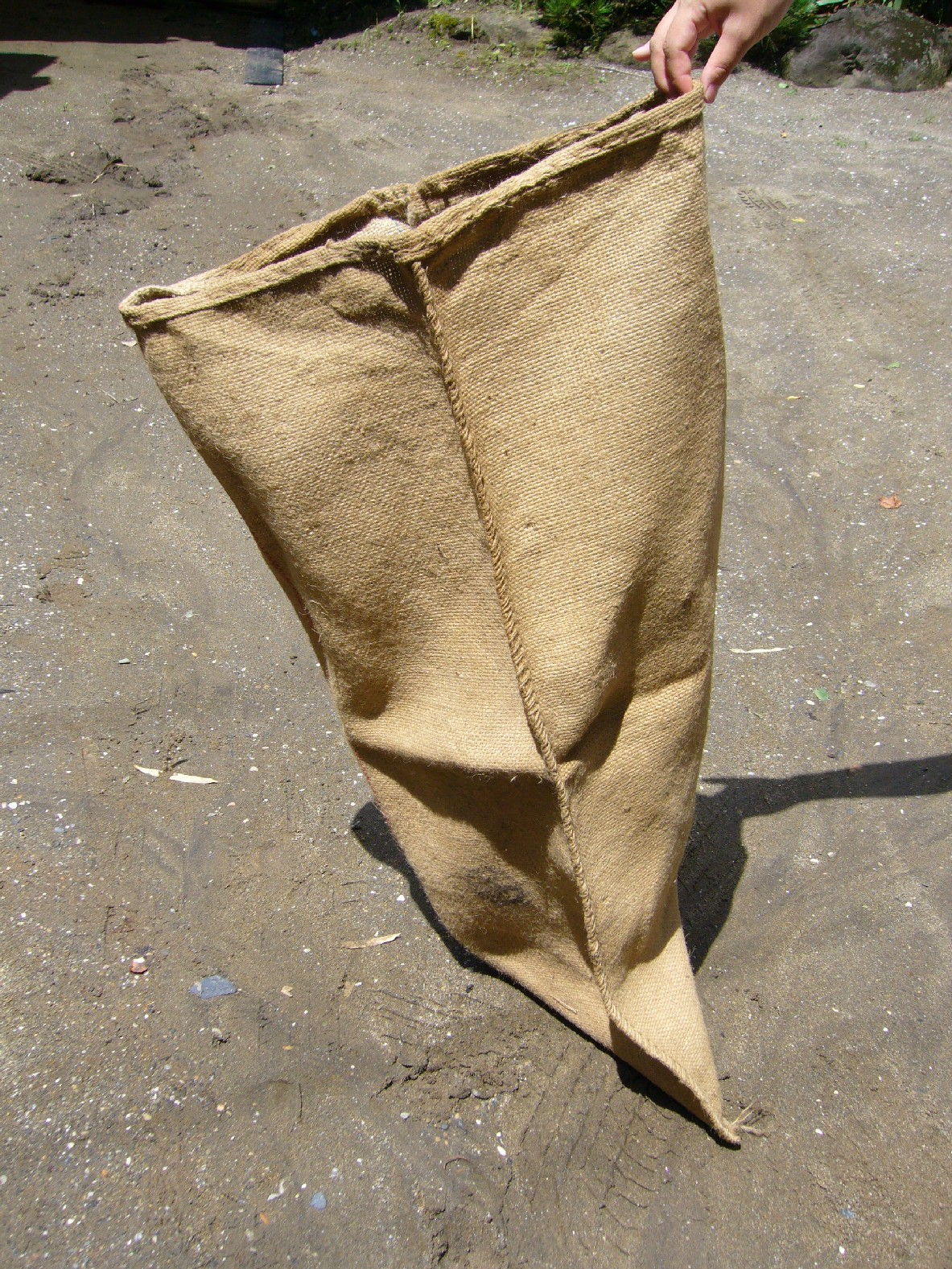
گونی کنف
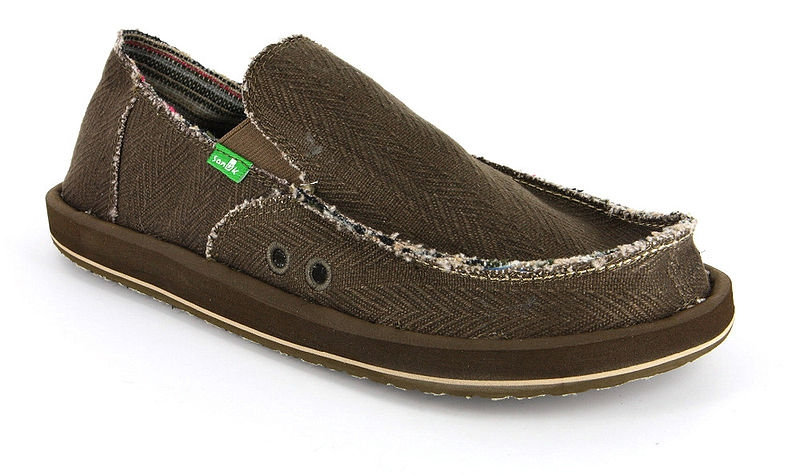
کفش کنفی
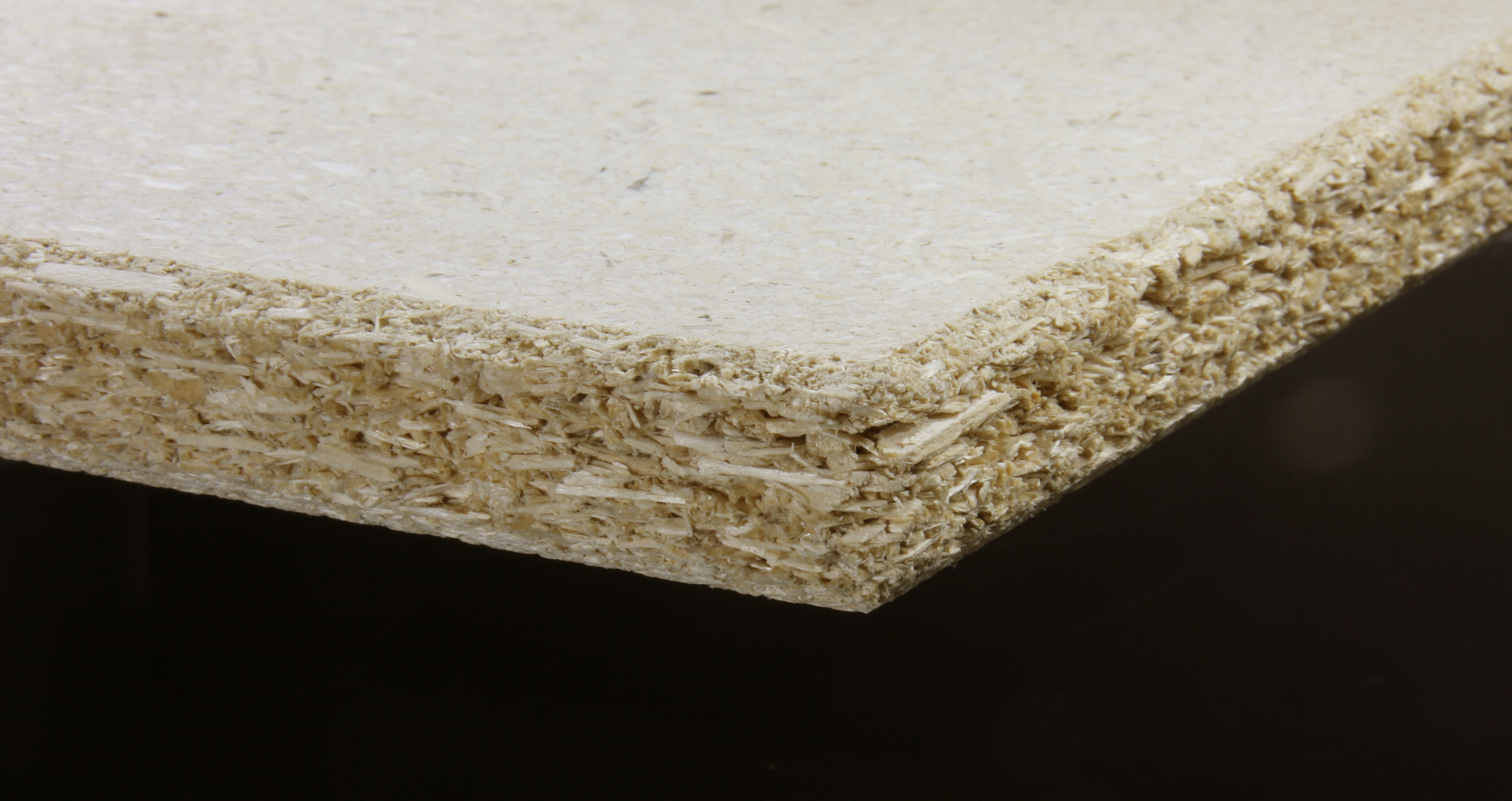
تخته فیبر کنفی
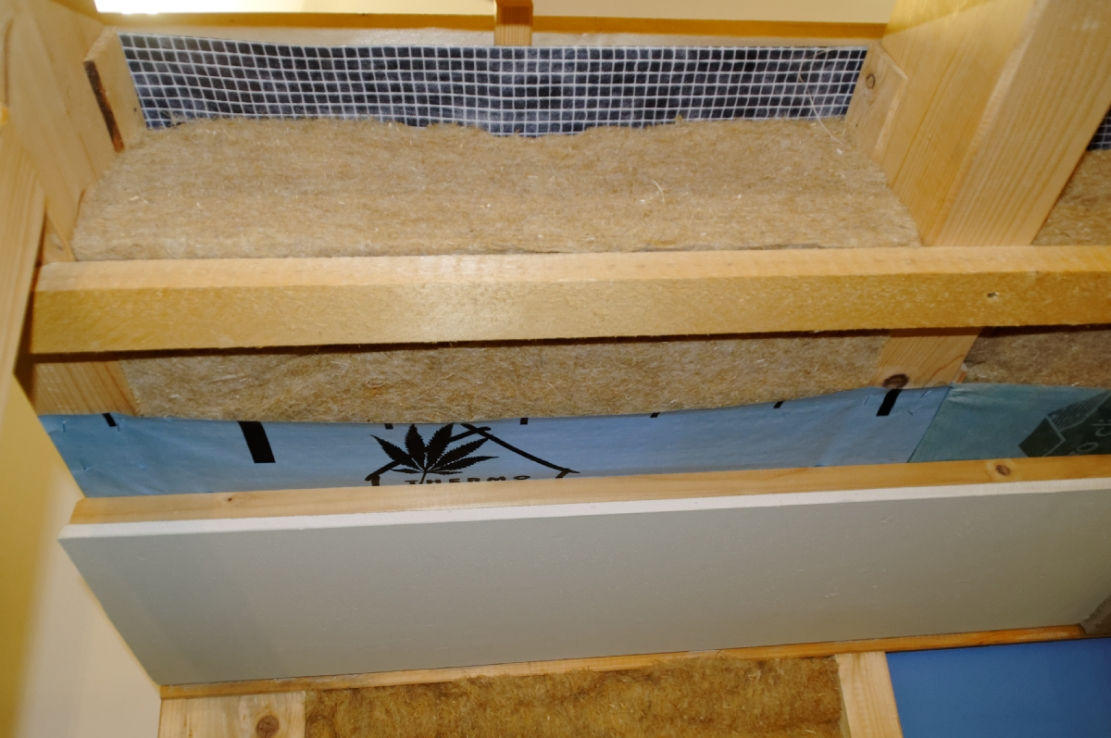
عایق حرارتی کنفی
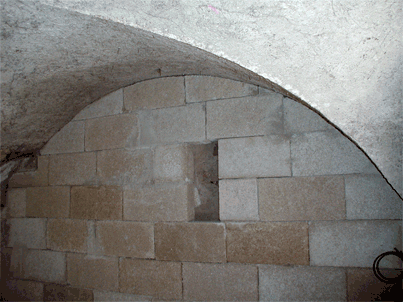
بلوک‌های عایق حرارتی داخلی کنفی
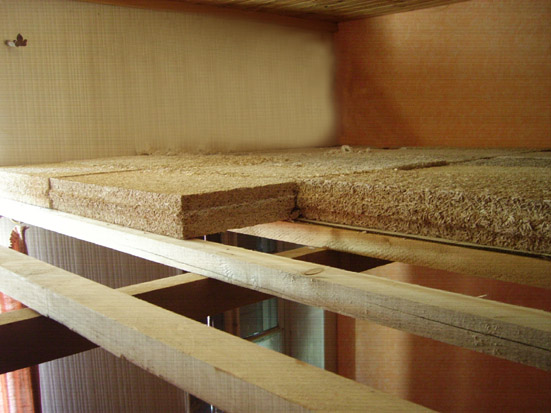
عایق سقف آکوستیک کنفی
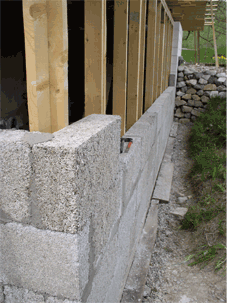
بلوک بتنی ساخته شده با کنف در فرانسه
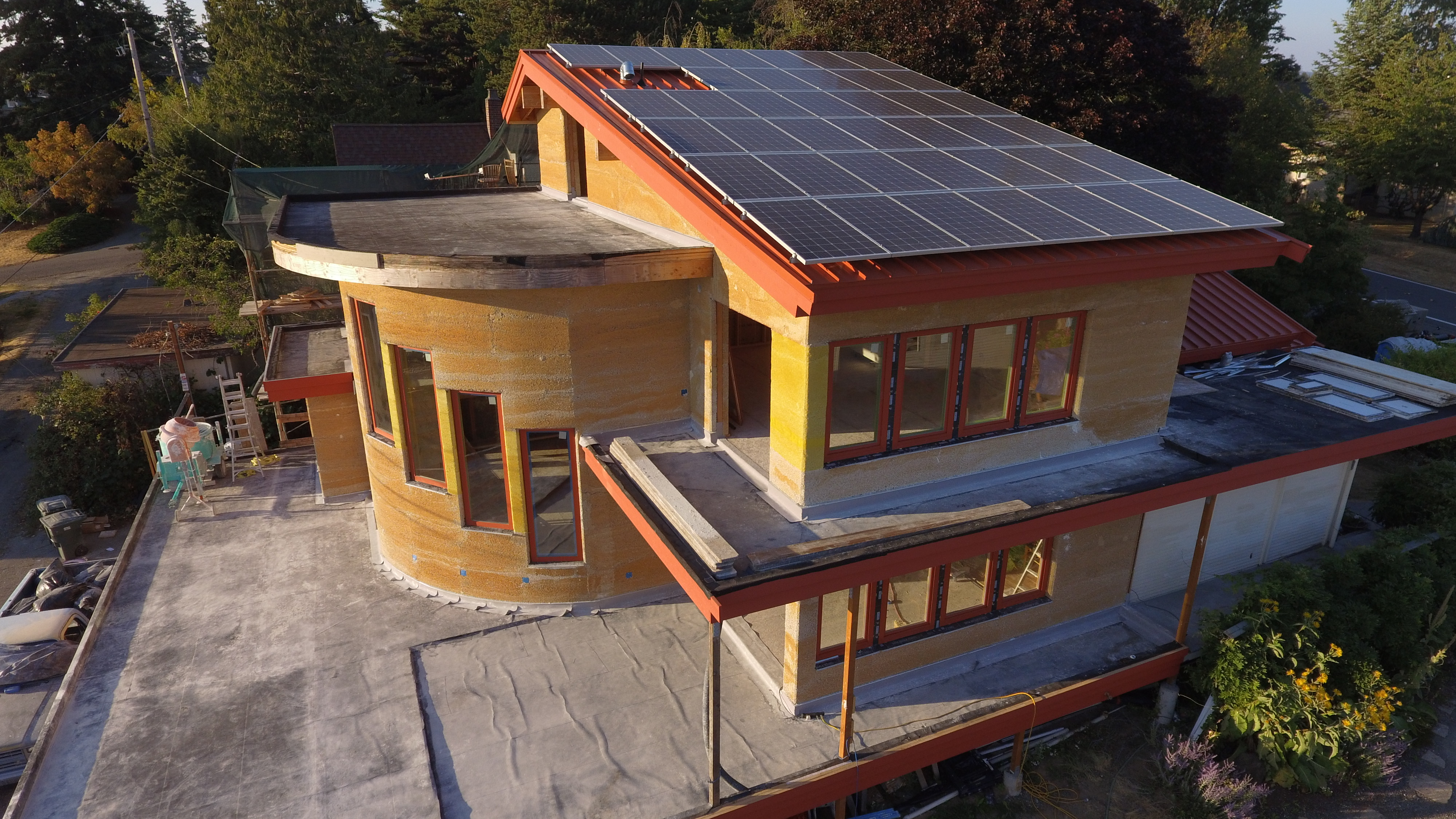
هایلند کنف خانه کنفی تمام شده
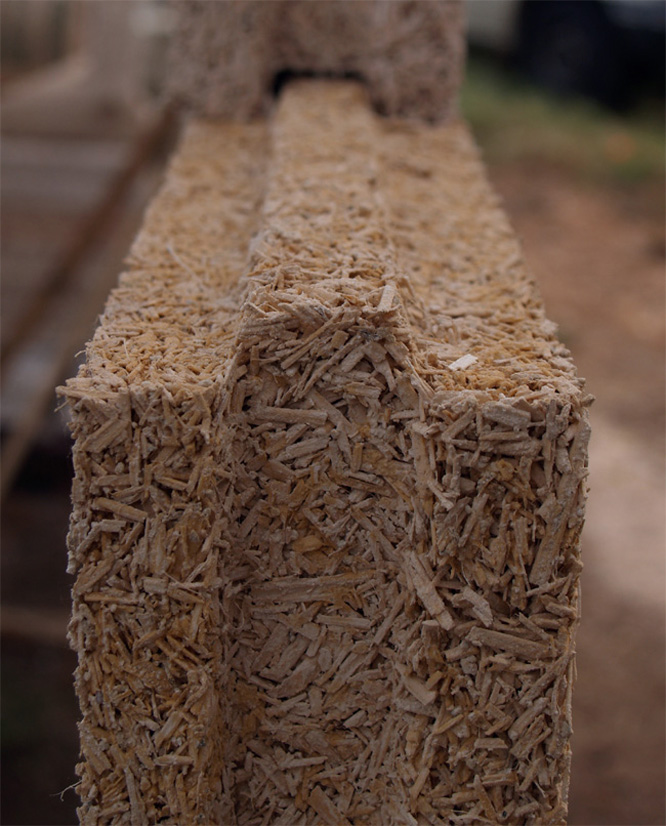
آجر عایق صدا کنفی
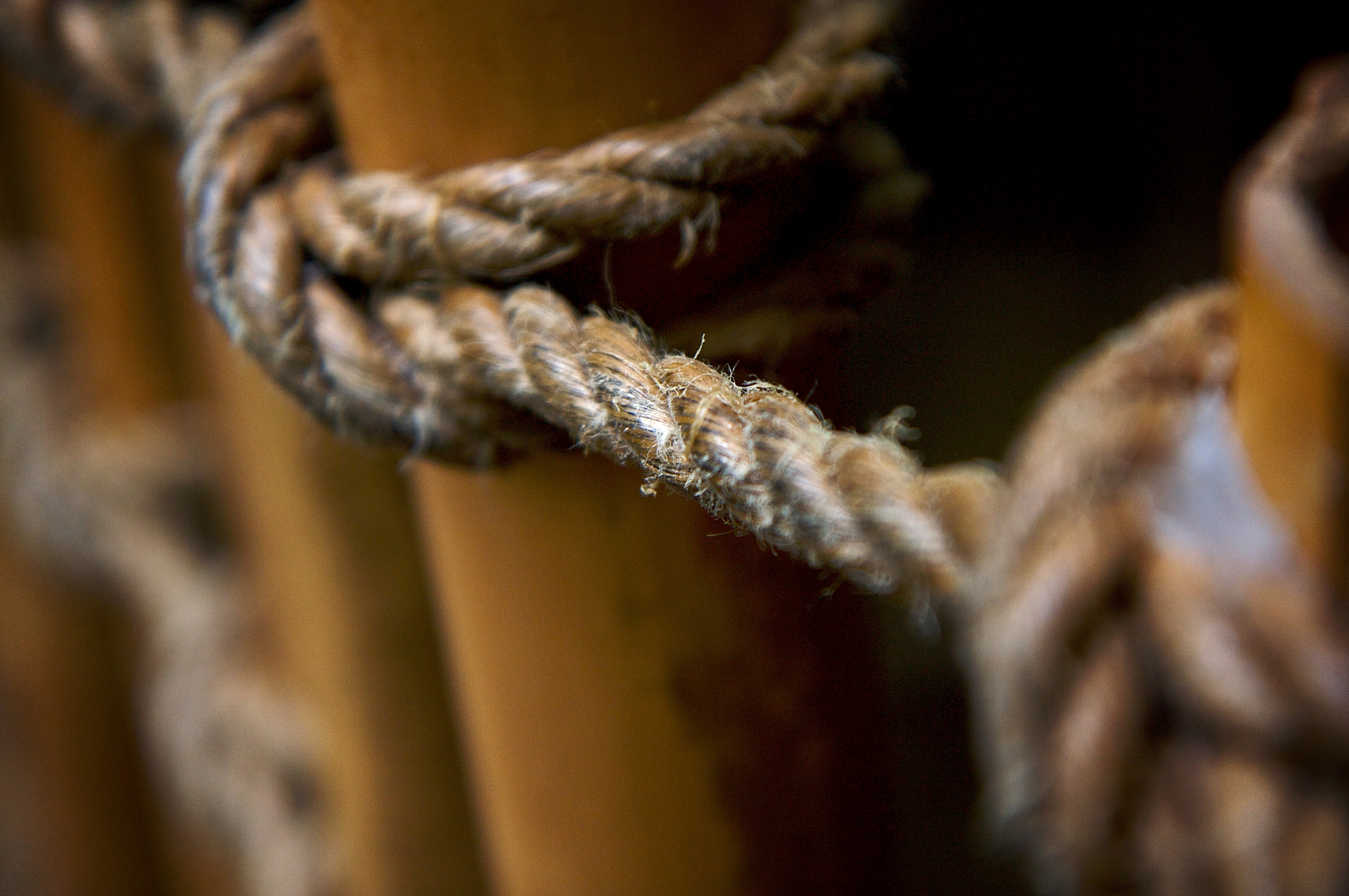
طناب کنفی مورد استفاده در ساخت و ساز
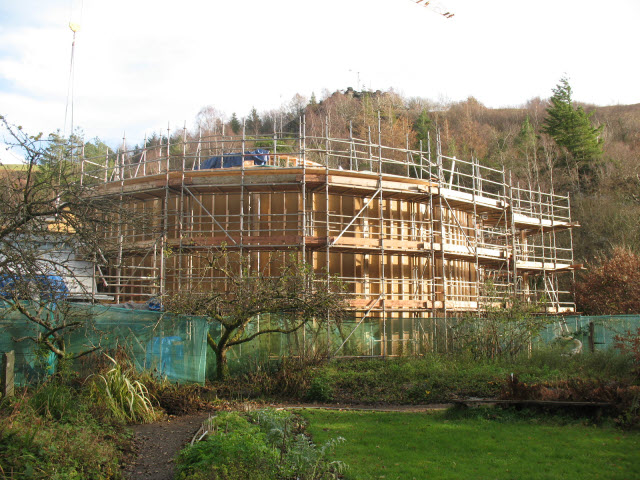
ساخت و ساز پایدار در عمل
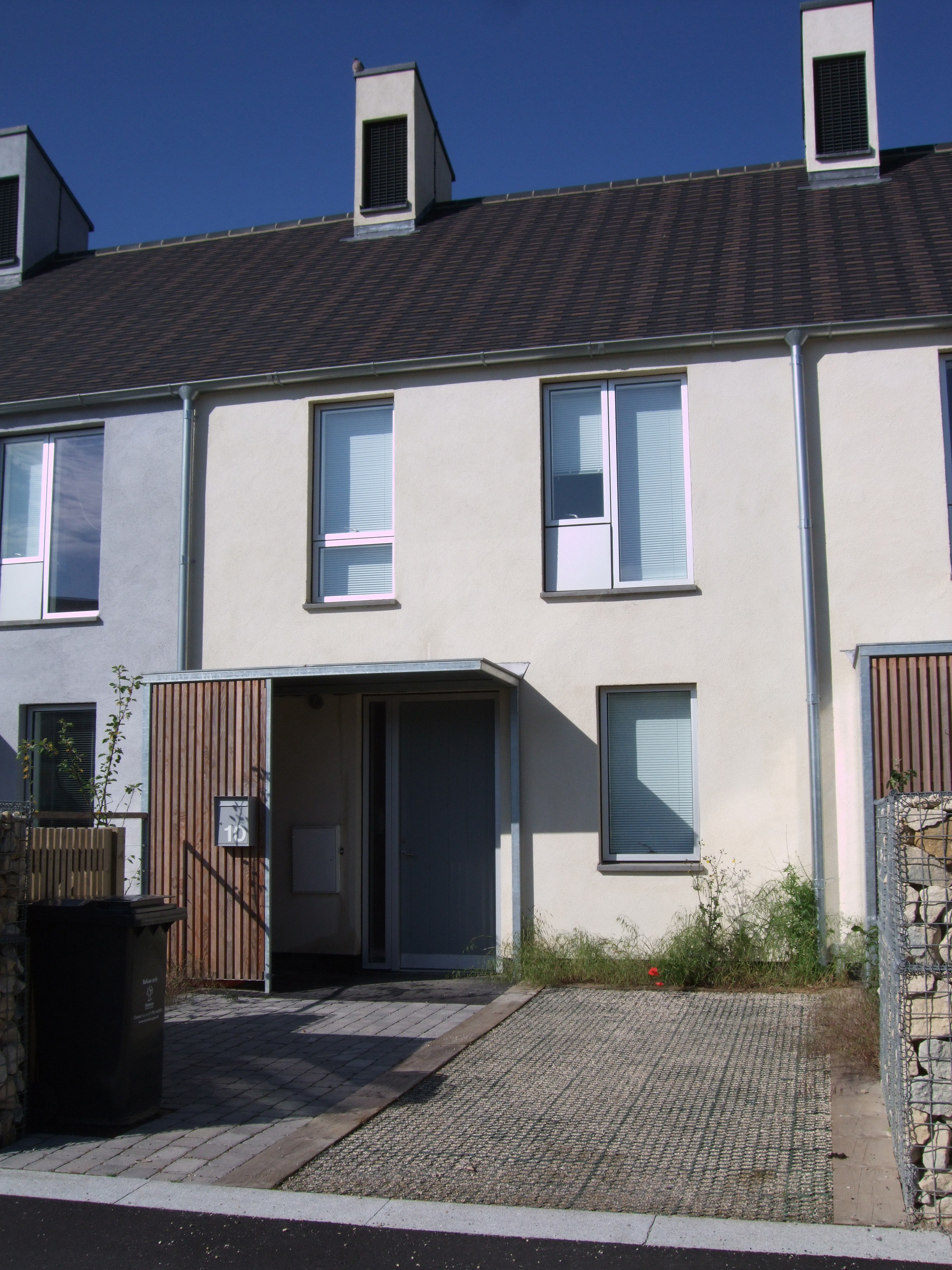
خانه ای که از کنف به عنوان یکی از مصالح ساختمانی آن استفاده می‌کرد
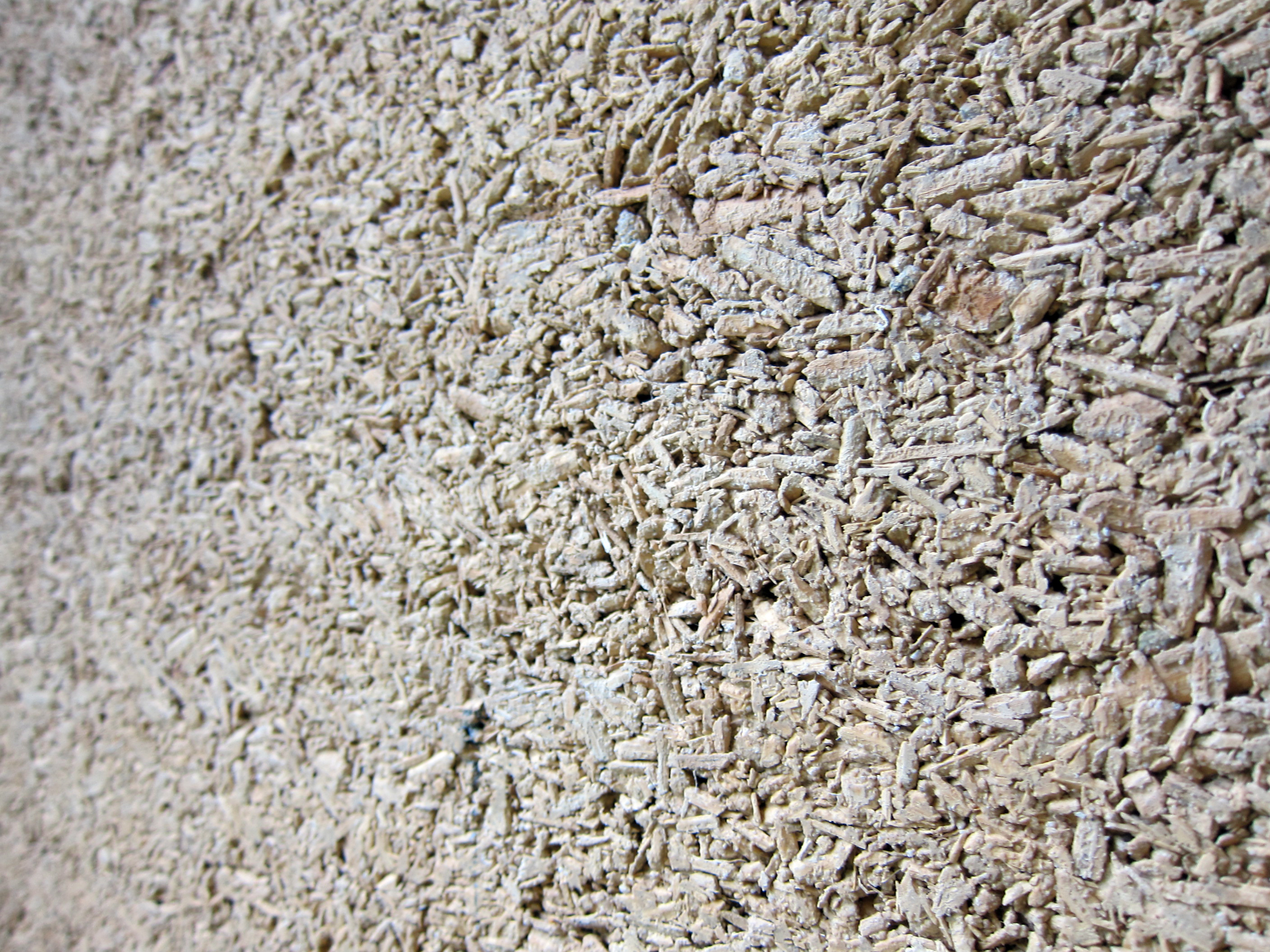
دیوار کنفی
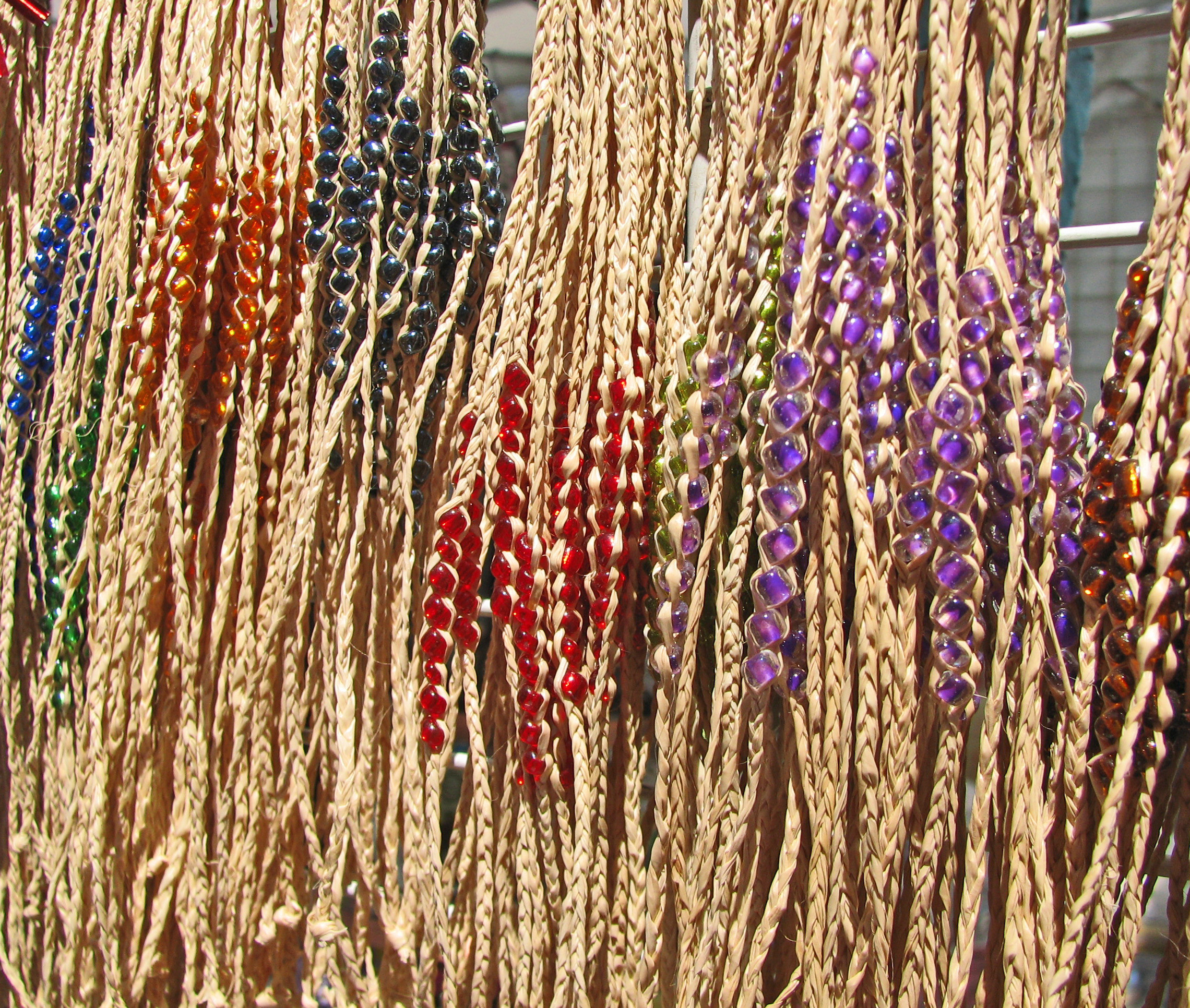
جواهرات کنفی و مهره‌ای
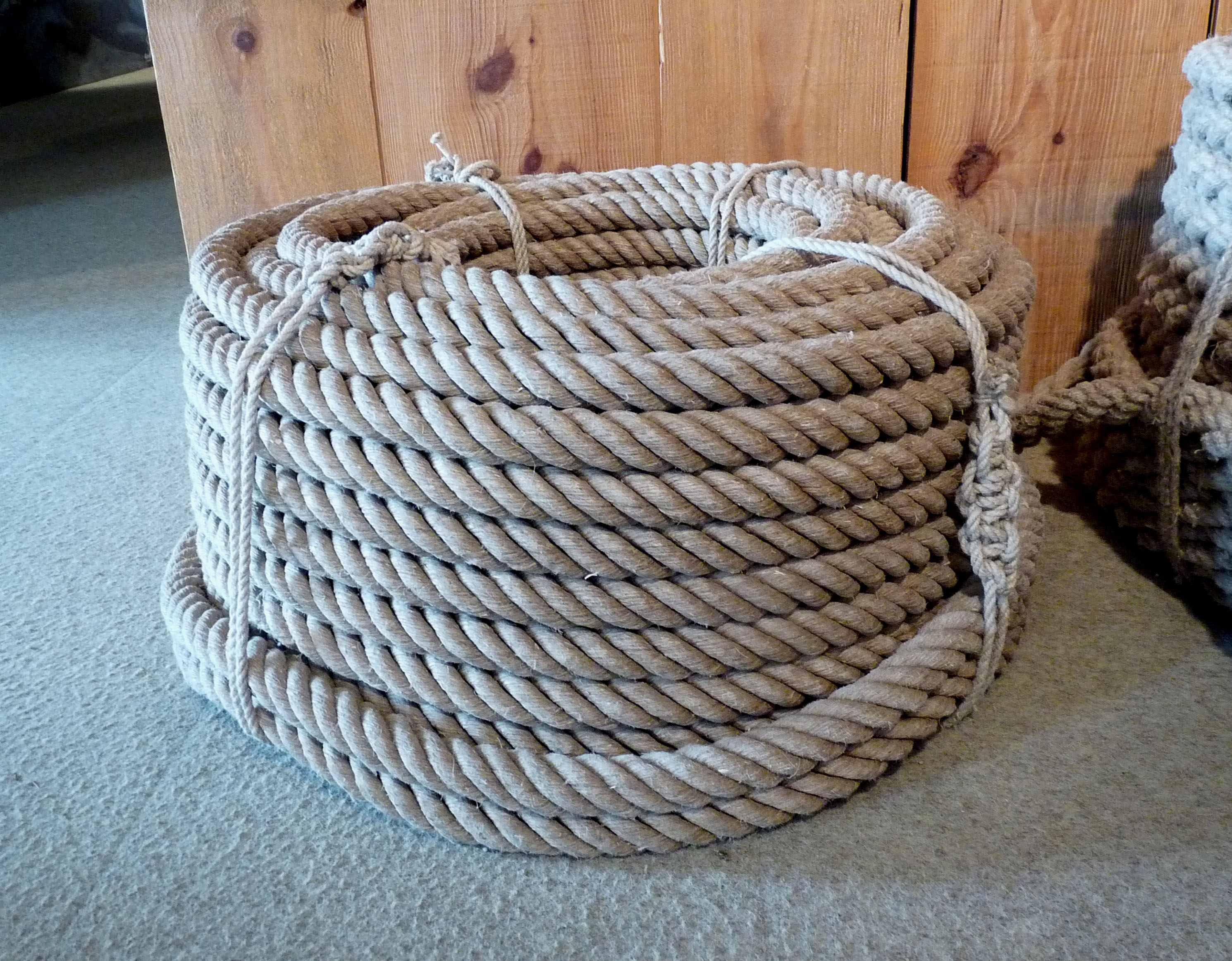
طناب کنفی
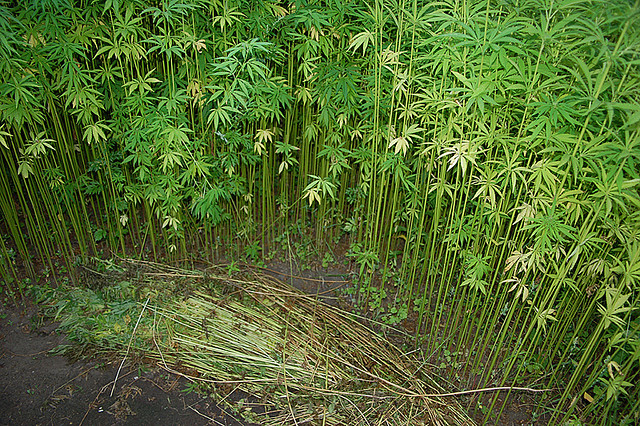
رشد متراکم شاهدانه به کشتن علف‌های هرز، حتی خار کمک می‌کند.